# Charles-Eugène Rinderneck
Charles-Eugène Rinderneck, francoski general, * 1892, † 1978.